# Chaoyang Zhen (köping i Kina)
Chaoyang Zhen (kinesiska: 朝阳镇) är en köping i Kina. Den ligger i provinsen Liaoning, i den nordöstra delen av landet, omkring 160 kilometer norr om provinshuvudstaden Shenyang. Antalet invånare är 17345. Befolkningen består av 8 577 kvinnor och 8 768 män. Barn under 15 år utgör 15,0 %, vuxna 15-64 år 75 %, och äldre över 65 år 8,0 %.
Genomsnittlig årsnederbörd är 882 millimeter. Den regnigaste månaden är augusti, med i genomsnitt 217 mm nederbörd, och den torraste är januari, med 9 mm nederbörd.